# Väärninsaari
Väärninsaari är en halvö i Finland. Den ligger i sjön Onkivesi och i kommunen Lapinlax i den ekonomiska regionen  Övre Savolax ekonomiska region  och landskapet Norra Savolax, i den centrala delen av landet, 400 km norr om huvudstaden Helsingfors. Att den inte är en ö beror på att den är förbunden med en vägbank och kort bro från Lapinlax tätort.